# Galeria Zewnętrzna AMS
Galeria Zewnętrzna AMS – projekt zainicjowany i działający przy poznańskiej firmie AMS SA zajmującej się reklamą zewnętrzną. Galeria Zewnętrzna powstała w 1998 roku i działała do zmiany właściciela firmy w roku 2002. Jej założycielami i kuratorami byli Marek Krajewski, Dorota Grobelna oraz Lech Olszewski.
Celem projektu była promocja działań artystycznych w przestrzeni publicznej, przy wykorzystaniu będących w posiadaniu firmy AMS nośników reklamy zewnętrznej: billboardów i citylightów. W dwu- lub trzymiesięcznych odstępach opublikowano 19 wybranych prac współczesnych polskich artystów. Każda z nich pojawiła się na 400 nośnikach w 8-19 miastach Polski. Edycji towarzyszyły działania wspierające, jak druk kartek pocztowych, promocja prasowa.
W ten sposób swoje prace pokazali: Paweł Susid, Jadwiga Sawicka, Rafał Góralski, Anna Jaros, Katarzyna Kozyra (Więzy krwi), Artur Widurski, Paweł Jarodzki, Monika Zielińska, CUKT, Joanna Rajkowska, Aleksander Janicki, Rafał Bujnowski, Stanisław Dróżdż, Marek Sobczyk, Mariola Przyjemska, Paulina Ołowska, Elżbieta Jabłońska, Roland Schefferski i Marcin Maciejowski.
Galeria Zewnętrzna organizowała także uliczne festiwale malowania, pokazy dyplomów szkół artystycznych (Oferta dla Europy Przemysława Kozanowskiego i Marcina Władyki, wrzesień, 1999; dyplom Joanny Górskiej, Toruń, czerwiec, 2000; „Poćwicz sobie”, Marcelina Wojciechowska, Poznań, czerwiec 2000, dyplom Blanki Boruc, Poznań, czerwiec, 2001), jak również wystawy w tradycyjnych galeriach np. „Na Zewnątrz”, Centrum Sztuki Współczesnej Łaźnia w Gdańsku, „Na Zewnątrz”, Bunkier Sztuki w Krakowie. Udzielała wsparcia finansowego dla artystów oraz promowała sztukę sponsorując artykuły w pismach o tematyce artystycznej.
Kolejną domeną działań była pomoc w zorganizowaniu kilku tzw. Galerii Jednobillboardowych, polegających na udostępnieniu długoterminowym jednego lub kilku nośników reklamowych twórcom. W taki sposób powstały Galeria „Otwarta” Rafała Bujnowskiego w Krakowie, Galeria „Otwarta 1” w Poznaniu, Galeria „Otwarta II” w Sopocie, Galeria Rusz w Toruniu, billboardy grupy Twożywo w Warszawie, Galeria Bez Nazwy w Słubicach, Galeria Stowarzyszenia Kulturalnego Teatr Efemeryczny w Suwałkach.
Galeria Zewnętrzna otrzymała wiele nagród za swą działalność, między innymi: Nagroda w kategorii reklama społeczna w konkursie „MEDIA TREND 2002”; Nagroda specjalna Ministra Kultury i Dziedzictwa Narodowego w konkursie „ZŁOTE ORŁY 2001”; Tytuł MECENAS KULTURY 2000, w kategorii PROMOTOR – Nagroda Ministra Kultury i Dziedzictwa Narodowego; Nagroda w kategorii SPONSORING-MECENAT w konkursie działań public relation „MEDIUM 2000”.
W 2002 roku w związku ze zmianą właściciela firmy AMS SA Galeria Zewnętrzna zakończyła swą działalność. W jej miejsce nowy właściciel utworzył działającą na innych zasadach „Galerię plakatu AMS”.